# هری دیویس (بازیکن فوتبال زاده ۱۸۸۸)
هری دیویس (انگلیسی: Harry Davies؛ 1888 – 1958 (aged 70)) بازیکن فوتبال اهل بریتانیا بود.
از باشگاه‌هایی که در آن بازی کرده‌است می‌توان به باشگاه فوتبال استوک سیتی اشاره کرد.